# Johannes Wolf
Pour les articles homonymes, voir Wolf.
Johannes Wolf (né le 17 avril 1869 à Berlin et mort 25 mai 1947 à Munich) est un musicologue, bibliothécaire et professeur allemand, connu pour sa contribution dans les domaines des musiques médiévale et Renaissance, et en particulier de l'Ars nova et de la notation de la musique ancienne.
Il est l'auteur d'une recherche extrêmement documentée sur la notation de la musique ancienne,. Vincent Arlettaz note cependant que ses recherches s'appuient essentiellement sur les traités théoriques, excluant les tablatures instrumentales et les sources vocales, sans compter que certaines sources n'ont visiblement pas été connues de Wolf.